# Chaenophryne
Chaenophryne es un pez abisal del género Oneirodidae.

## Especies
Especies reconocidas en este género:
- Chaenophryne draco Beebe, 1932
- Chaenophryne longiceps Regan, 1925
- Chaenophryne melanorhabdus Regan & Trewavas, 1932
- Chaenophryne quasiramifera Pietsch, 2007
- Chaenophryne ramifera Regan & Trewavas, 1932